# Ron Underwood
Ron Underwood (Glendale, 6 novembre 1953) è un regista e sceneggiatore statunitense.

## Biografia
Underwood ha iniziato la propria carriera come assistente alla produzione per alcune pellicole alla fine degli anni settanta come Futureworld, o in pellicole horror di serie B. La sua carriera ha preso una svolta dopo che egli ha vinto un Emmy Award per il cartone animato The Mouse and the Motorcycle
Questa occasione ha infatti permesso a Underwood di girare due film di culto come Tremors e Scappo dalla città - La vita, l'amore e le vacche . I suoi lavori successivi, tra cui Il grande Joe e Pluto Nash si sono invece rivelati flop al botteghino.
In seguito a questi risultati Underwood è ritornato sui propri passi, dirigendo pellicole a basso costo come Ho rapito Sinatra o In the Mix - In mezzo ai guai, con la stella del R&B Usher, oltre che serial tv come Boston Legal. Nel 2008 ha anche diretto due episodi di Ugly Betty.

## Filmografia

### Regista

#### Cinema
- The Stress Mess – cortometraggio (1982)
- Tremors (1990)
- Scappo dalla città - La vita, l'amore e le vacche (City Slickers) (1991)
- 4 fantasmi per un sogno (Heart and Souls) (1993)
- Ciao Julia, sono Kevin (Speechless) (1994)
- Il grande Joe (1998)
- Pluto Nash (The Adventures of Pluto Nash) (2002)
- Ho rapito Sinatra (Stealing Sinatra) (2003)
- In the Mix - In mezzo ai guai (In the Mix) (2005)

#### Televisione
- La figlia un po' speciale di Babbo Natale (Santa Baby) (2006) - Film TV
- Un anno senza Babbo Natale (The Year Without a Santa Claus) (2007) - Film TV
- Un fidanzato per mamma e papà (Holiday in Handcuffs) (2007) - Film TV
- Santa Baby - Natale in pericolo (Santa Baby 2) (2009) - Film TV
- C'era una volta (Once Upon a Time) – serie TV, 17 episodi (2018-2021)
- The Good Fight – serie TV, 3 episodi (2017-2018)
- Grand Hotel – serie TV, episodio 1x02 (2019)
- Fear the Walking Dead – serie TV, 5 episodi (2019-2023)
- Evil – serie TV, episodi 1x02-2x06 (2019-2021)
- Big Shot – serie TV, 4 episodi (2021-2022)
- Tales of the Walking Dead – serie TV, episodio 1x01 (2022)
- La Brea – serie TV, episodio 2x04 (2022)

### Soggettista
- Tremors (Tremors, 1990)
- Tremors 2: Aftershocks (Tremors II: Aftershocks, 1995)
- Tremors 3: Ritorno a Perfection (Tremors 3: Back to Perfection, 2001)

### Produttore
- Tremors 2: Aftershocks (Tremors II: Aftershocks, 1995)